# Eric Holder
Eric Himpton Holder Jr. (New York, 21 gennaio 1951) è un avvocato e politico statunitense, Procuratore generale degli Stati Uniti sotto la presidenza di Barack Obama dal 2009 al 2015.
Holder in precedenza ha svolto per 5 anni le funzioni di giudice di primo grado presso la corte di Washington. Holder ha lavorato anche come pubblico ministero federale e vice-procuratore generale dello stesso ministero, durante il mandato di Bill Clinton.
È il primo procuratore generale afroamericano negli Stati Uniti.
Il 25 settembre 2014 annuncia le sue dimissioni da Segretario alla Giustizia come già annunciato da tempo per tornare alla sua attività professionale. Fu l'unico esponente dell'Amministrazione Usa ad andare a Ferguson dopo le proteste sollevate dall'uccisione di un ragazzino nero da parte di un poliziotto bianco che avevano scatenato forti violenze da parte della comunità afroamericane con atti di vandalismi e tensioni.